# Equi Fernández
Ignacio Ezequiel Agustín Fernández Carballo (* 25. Juli 2002 in San Miguel) ist ein argentinischer Fußballspieler.

## Karriere

### Verein
Von der U20 der Boca Juniors ging Fernández Anfang 2020 in die zweite Mannschaft über und wurde im Februar 2022 bis zum Ende des Jahres an CA Tigre verliehen, bei denen er erste Einsätze in der ersten Liga erhielt. Ab Anfang 2023 war er fester Teil des Kaders der ersten Mannschaft. Er blieb bis zum August 2024 und wechselte nach Saudi-Arabien zu al-Qadsiah.

### Nationalmannschaft
Mit der argentinischen U17-Mannschaft nahm Fernández an der Südamerikameisterschaft 2019 teil, bei der er mit seinem Team aufgrund des besseren Torverhältnisses gegenüber Chile den ersten Platz belegte. Danach war er auch im Kader bei der Weltmeisterschaft 2019, bei der er mit seinen Mitspielern das Achtelfinale erreichte.
Im Oktober 2023 wurde er erstmals für die U23 für die Vorbereitung vor dem Qualifikationsturnier für Olympia nominiert. Dort kam er ein Mal zum Einsatz. Bei dem Turnier selbst war er in jeder Partie seines Teams im Einsatz. Am Ende landete Argentinien auf dem zweiten Platz der Endgruppe und qualifizierte sich so für die Olympischen Sommerspiele in Paris.